# Idrottsbladet
Idrottsbladet eller IB, var under flera decennier den stora och dominerande idrottstidningen i Sverige. 
Tidningen grundades 1910 utan att göra någon succé. Den hade i starten endast 84 abonnenter. Efter att Torsten Tegnér köpt tidningen 1915 för 10 kronor började den att blomstra och hade som mest en upplaga på dryga 52 000 exemplar (1948). Tidningen innehöll inte bara artiklar som handlade om idrott, utan här fanns också reseskildringar samt kulturellt och estetiskt betonade artiklar under rubriker som "Kultur och levnadskonst" och "Resebrev från T.T.".

## Torsten Tegnér
Signaturen T.T. stod för Torsten Tegnér. Det var inte bara Idrottsbladet, som under hans ledning blev vida känt bland allmänheten, utan även Torsten Tegnér själv, och då som T.T. Hans litterärt drivna stil var något nytt inom idrottsjournalistiken. Tegnér ägde tidningen 1915–1957 och var dess redaktör 1915–1967.  Under 1930-talet hyste Torsten Tegnér pronazistiska åsikter (se artikeln Torsten Tegnér).

## Tidningsfakta
Tidningen trycktes i dagstidningsformat och publicerades inledningsvis 2 gånger i veckan måndag och fredag. Den kom i slutet av T Tegners redaktörstid ut tre dagar i veckan måndag, onsdag och fredag. 1970 blev det en veckotidning. I titeln har alltid förekommit Idrottsbladet, i slutet Idrottsbladet Sport. Redaktionsort var till 1970 Stockholm därefter Södertälje. Sidantalet varierar från inledningsvis 4, maximalt 32 mot slutet av tidningens existens. Upplagan var 1911 7000 och maximalt enligt KB Nya Lundstedt 39 000 1927. Fram till 1965 var upplagan över 20000 exemplar. Mellan 1920 och 1965 trycktes tidningen av Tryckeri A.-B. Fylgia i Stockholm. Sista åren på eget tryckeri i Södertälje. Priset för tidningen var i början ca 6 kr för helåret och som högst 110 kr då det var tredagarstidning på 1960-talet. Priset sjönk till 40 kr då man gick över till veckotidning. Utgivningstiden för titeln Idrottsbladet utan motor i namnet var 1910-07-01--1988-12-15.

## Ny tidning: Idrottsbladet Motorsport 1988
Under 1970- och 80-talen övergick Idrottsbladet från att vara en generell idrottstidning till att i stort inrikta sig på bilsport. 1988 lades ordet "Motor" till i tidningshuvudet. Under 1990-talet engagerade dåvarande chefredaktören Håkan Tonér en rad initierade motorsportskribenter som Gunnar Elmgren, Göran Björklund, Tege Tornvall och Jan Tromark som krönikörer. Tidningen, IB Motorsport, blev allt tydligare ett språkrör för svensk motorsport. Tidningen blev officiellt förbundsorgan för Svenska Bilsportförbundet och Svenska Motorcykel- och Snöskoterförbundet. Tidningen ägdes av Centertidningar fram till 2005 när koncernen styckades upp. IB Motorsport ägdes en kort tid av dagstidningskoncernen VLT AB, men såldes i december 2006 till Hjemmet Mortensen. Den nya ägaren gjorde om tidningen i grunden och relanserade den som Svensk Motorsport i början av 2008. Hjemmet Mortensen valde dock att lägga ner tidningen redan i september 2009.
| Period                 | Ansvarig utgivare               | Titel                | Period                 | Redaktör                        |
| ---------------------- | ------------------------------- | -------------------- | ---------------------- | ------------------------------- |
| 1910-06-22--1915-09-10 | Söderström, Wilhelm Bruno       | Amanuens             | 1910-07-01--1913-10-12 | Söderström, Bruno               |
| 1915-09-11--1966-03-02 | Tegnér, Torsten Elof Kristoffer | Filosofie kandidaten | 1913-10-13--1915-04-18 | Silfverstolpe, Carl Oscar Emil  |
| 1966-03-04--1967-11-29 | Beer, Allan                     |                      | 1915-04-19--1967-11-30 | Tegnér, Torsten Elof Kristoffer |
| 1967-12-01--1988-12-15 | Schützer, Robert                |                      | 1967-12-01--1978-12-20 | Örner, Martin                   |